# Derek Bentley
Derek William Bentley (* 30. Juni 1933; † 28. Januar 1953 im Wandsworth-Gefängnis in London) war ein britischer Jugendlicher, der im Alter von 19 Jahren für einen Mord an einem Polizisten hingerichtet wurde, den ein Komplize von ihm begangen hatte. Der Fall beschäftigte die britische Justiz über mehr als 45 Jahre. Er gilt neben der Hinrichtung von Timothy Evans als einer der größten Justizirrtümer der britischen Geschichte. Am 29. Juli 1993 wurde Bentley posthum begnadigt, am 30. Juli 1998 hob das oberste Appellationsgericht das Urteil auf.

## Leben
Bentley wuchs in schwierigen Verhältnissen im Londoner Eastend auf. Während des Zweiten Weltkriegs wurde er nach einem Angriff durch eine deutsche V1 in den Trümmern eines Hauses verschüttet. In der Folge bekam er Epilepsie und blieb in seiner Entwicklung weit zurück. Seine geistigen Fähigkeiten entsprachen bei seiner Verurteilung denen eines Elfjährigen. Er konnte weder lesen noch schreiben und hatte einen IQ von 77.

### Der Einbruch
Gemeinsam mit dem 16-jährigen Kleinkriminellen Christopher Craig brach er am 2. November 1952 in das Kaufhaus Barlow & Parker im Südlondoner Stadtbezirk Croydon ein. Bentley selbst war nur mit einem Messer und einem Schlagring bewaffnet, Craig hatte einen Revolver bei sich. Zeugen des Einbruchs der beiden benachrichtigten die Polizei.
Als diese am Ort des Geschehens eintraf, versteckten sich die beiden Einbrecher auf dem Dach des Hauses. Der zunächst unbewaffnete Kriminalbeamte Frederick Fairfax kletterte auf das Dach und bekam Bentley zu fassen. Dieser befreite sich jedoch und rief nach Aussage mehrerer beteiligter Polizisten: “Let him have it, Chris!” (deutsch: „Gib’s ihm, Chris!“) Craig eröffnete das Feuer und verwundete Fairfax an der Schulter. Dieser konnte Bentley jedoch trotzdem erneut überwältigen und erfuhr von ihm, dass Craig einen Colt vom Kaliber .45 und eine unbestimmte Menge von Munition bei sich hatte.
Nachdem bewaffnete Polizisten zum Haus beordert worden waren, erklommen mehrere von ihnen das Dach. Einer der ersten war Police Constable (PC) Sidney Miles. Bei seinem Versuch, das Dach zu überqueren, wurde er von Craig mit einem Kopfschuss getötet. Nachdem Craig seine Munition verschossen hatte, sprang er vom Dach zehn Meter in die Tiefe, wobei er sich mehrere Brüche zuzog. Anschließend wurde er verhaftet.

### Der Prozess

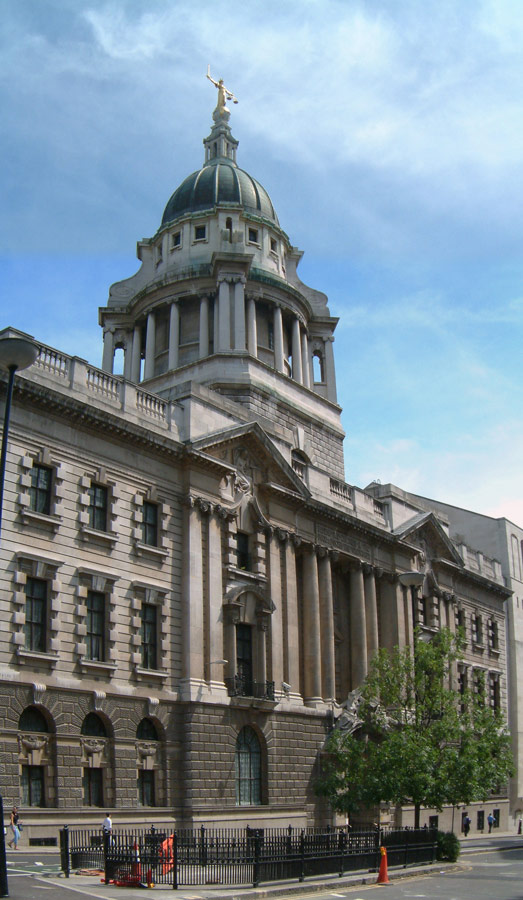
Der Fall des Derek Bentley wurde vom 9. bis zum 11. Dezember 1952 am zentralen Strafgerichtshof Old Bailey in London verhandelt.

Craig musste kein Todesurteil befürchten, da er noch minderjährig war. Bentley war zwar ebenfalls noch nicht volljährig, jedoch über 18 Jahre alt, womit ihm die Todesstrafe drohte. Aufgrund seiner psychischen Verfassung war er offensichtlich schuldunfähig. Allerdings war er bereits früher wegen kleinerer Diebstähle polizeilich erfasst worden, was ihm im Prozess negativ ausgelegt wurde.
Craigs und Bentleys Fall wurde unter dem Lord Chief Justice of England and Wales, Richter Sir Raynor Goddard am Old Bailey in London verhandelt. Die Verteidigung verwies darauf, dass sich Bentley zum Zeitpunkt der Tötung von Police Constable Miles bereits in Polizeigewahrsam befunden habe. Gegen ihn wurde angeführt, dass er sich der Verhaftung entzogen hatte, wobei ein Polizist verletzt wurde, sowie dass er nach Aussage der Polizeizeugen seinen Komplizen Craig zum Schießen aufgefordert hatte. Ob er wirklich jemals, wie drei der vier beteiligten Polizisten aussagten, “Let him have it, Chris!” gerufen hat, ist ungewiss. Bentley und Craig sowie ein vierter Polizist bestritten es.
Bei dem Prozess musste die Jury verschiedene Fakten berücksichtigen. Es war unklar, wie viele Schüsse abgefeuert worden waren und von wem. Der Ballistiker, der die Waffe und die Tatumstände untersuchte, hatte große Zweifel, dass der tödliche Schuss aus Craigs Waffe stammte. In den 1970er Jahren wurden in der Tat auch Gerüchte laut, dass Miles eventuell durch die Kugel eines Kollegen getötet worden sei.
Außerdem war unklar, was Bentley mit seinem Ausruf “Let him have it” – falls es diesen überhaupt gab – gemeint hatte. Obwohl er durchaus im Sinne von „Gib’s ihm, Chris!“ interpretiert werden kann, ist es auch möglich, dass Bentley seinen Komplizen überzeugen wollte, dem Polizisten (“him”) die Waffe (“it”) zu überlassen und sich zu ergeben.
Trotz des Befundes eines Psychiaters, dass der Analphabet Bentley über eine niedrige Intelligenz verfügte und geistig zurückgeblieben war, befand der leitende Arzt Matheson, dass Bentley nicht schwachsinnig und somit schuldfähig sei.
Die Jury fällte ihr Urteil nach 75 Minuten und erklärte sowohl Bentley als auch Craig des Mordes an PC Miles für schuldig. Allerdings empfahl sie, Bentley zu begnadigen. Er wurde jedoch zum Tod durch den Strang verurteilt. Craig erhielt als Minderjähriger eine Haftstrafe auf unbestimmte Zeit und wurde nach 10 Jahren aus dem Gefängnis entlassen.
Die Zweifel an den ballistischen Untersuchungen, Bentleys Defizite und die Tatsache, dass er selbst nicht am Mord beteiligt war, erregten scharfe öffentliche Proteste gegen das Urteil. Dennoch und trotz einer Petition, die von PC Miles’ Witwe und über 200 Mitgliedern des britischen Parlaments unterzeichnet worden war, lehnte der Innenminister (Home Secretary) und spätere Lordkanzler (Lord High Chancellor) von Großbritannien, David Maxwell Fyfe, es ab, sich an die junge, noch ungekrönte Königin Elisabeth II. zu wenden. Die Königin hätte unter Berufung auf das Gnadenrecht die Todesstrafe in eine Freiheitsstrafe umwandeln können. Darüber hinaus wurde dem Psychiater vom Innenministerium untersagt, seine Untersuchungsergebnisse zu veröffentlichen. Der Labour-Abgeordnete des Bezirks Northampton, Reginald Paget, brachte das Ausmaß seiner Bestürzung zum Ausdruck, indem er einen Vergleich zu Nazi-Deutschland zog:

“The great condemnation of the German people was that they stood aside and did nothing when dreadful things happened. Now, a three-quarter witted boy of nineteen is to be hanged for a murder he did not commit and which was committed fifteen minutes after he was arrested. Can we be made to keep silent when a thing as horrible and as shocking as this is to happen?”

„Das große Verhängnis des deutschen Volkes war es, dass es beiseitestand und nichts tat, als schreckliche Dinge geschahen. Jetzt soll ein geistig zurückgebliebener Neunzehnjähriger wegen eines Mordes gehängt werden, den er nicht begangen hat und der erst 15 Minuten nach seiner Verhaftung begangen wurde. Dürfen wir weiter schweigen, wenn etwas derart Furchtbares und Schockierendes geschehen soll?“

Trotz des breiten landesweiten Protests wurde Derek Bentley am 28. Januar 1953 durch Englands Henker Albert Pierrepoint im Londoner Gefängnis von Wandsworth hingerichtet. In der Nacht seiner Hinrichtung versammelten sich mehr als 5000 Menschen vor den Toren des Gefängnisses und protestierten gegen die Hinrichtung. Sie riefen „Mord!“ und verbrannten den Anschlagszettel am Gefängnistor, der die Hinrichtung ankündigte.

## Nachgeschichte
Nach der Hinrichtung organisierte Bentleys Schwester Iris eine Kampagne mit dem Ziel der posthumen Begnadigung Bentleys, die sie 1993 auch erreichte. Eine offizielle Überprüfung des Urteils begann jedoch erst, nachdem die konservative britische Regierung, die noch 1992 abgelehnt hatte, den Fall neu aufzurollen, 1997 durch die Labour-Regierung Tony Blairs abgelöst worden war. Am 30. Juli 1998 wurde das Urteil gegen Derek Bentley revidiert und Richter Lord Bingham sprach ihn frei. Dereks Schwester erlebte die Aufhebung des Urteils nicht mehr. Sie starb am 22. Januar 1997 an den Folgen einer Krebserkrankung im Alter von 64 Jahren.
Der Fall löste eine scharf geführte Debatte um die Abschaffung der Todesstrafe in Großbritannien aus. Auch gab es wie schon zuvor nach der Belagerung der Sidney Street im Jahr 1911 und nach anderen Fällen, in denen britische Polizisten in Ausübung ihres Dienstes getötet oder verletzt worden waren, eine Diskussion über die Bewaffnung der Polizei. Die als „Bobbies“ bekannten Polizisten üben bis heute ihre Tätigkeit traditionell ohne Schusswaffen aus. Das Tragen und die Benutzung von Schusswaffen ist einer vergleichsweise kleinen Zahl speziell ausgebildeter Beamten (rund 5600 von insgesamt rund 120.000, Stand 2016) vorbehalten.
In seinem Buch To Encourage the Others von 1971 berichtet David Yallop ausführlich über Derek Bentleys geistige Defizite, die Widersprüche in der Beweisführung von Polizei und Gericht und über die Prozessführung. Er vertritt darin auch die Theorie, dass Miles in Wirklichkeit durch eine andere Waffe als die von Craig getötet wurde. Der Titel verweist auf die umstrittene Hinrichtung des Admirals John Byng im Jahr 1757. Zu dieser schrieb  Voltaire in Candide oder der Optimismus, die Engländer fänden es von Zeit zu Zeit nötig, einen Admiral zu erschießen, um die anderen zu ermutigen.

## Der Fall in der Populärkultur
To Encourage the Others war ebenfalls der Titel eines unter der Regie von Alan Clarke auf der Basis von Yallops Dokumentation entstandener Fernsehfilm mit Charles Bolton in der Rolle des Bentley.
Regisseur Peter Medak verfilmte Derek Bentleys Geschichte im Jahr 1991 unter dem Titel Let Him Have It. Die Hauptrolle spielte der bis dahin unbekannte Christopher Eccleston. Eine deutsche Version erschien 2006 auf DVD unter dem Titel Gib’s ihm, Chris!.
Die Geschichte wurde auch von mehreren Musikern verarbeitet, so von Elvis Costello in seinem Song Let Him Dangle, von der Band The Bureau in dem Stück Let Him Have It und von June Tabor mit Bentley and Craig. Denselben Titel trägt auch ein Lied des britischen Folkmusikers Ralph McTell, in dem dieser das Unrecht gegen Derek Bentley thematisiert. McTells Eltern hatten die Bentleys persönlich gekannt. Er erinnerte sich:

“Even as an eight-year-old, I could see the horror and unfairness of executing a teenager for a murder he didn’t commit.”

„Sogar als Achtjähriger konnte ich den Horror und die Ungerechtigkeit erkennen, die darin lag, einen Teenager für einen Mord hinzurichten, den er nicht begangen hat.“